# Ka$hdami
Дэвид Уоллес lll (родился 16 декабря 2004 года), более известный как KA$HDAMI — американский рэпер. Он стал популярен после выпуска песен «Reparations!» и «Look N The Mirror!». Уоллес выпустил дебютный коммерческий микстейп Epiphany в июле 2021 года.

## Ранняя жизнь
Уоллес родился 16 декабря 2004 года в Лас-Вегасе, штат Невада. Он получил первый музыкальный опыт благодаря своему отцу, который владел студией и работал в этой индустрии. Он скончался, когда Уоллесу было семь лет. Примерно в это же время его семья переехала в Мэриленд. У Уоллеса есть сестра-близнец.

## Карьера
Уоллес начал заниматься музыкой в возрасте восьми лет с помощью ныне не существующего приложения для видеочата ooVoo. В тринадцать лет он купил микрофон и записал песни на компьютер своей матери. Уоллес выпустил песню «Kappin Up» и микстейп The Humor Tape в 2018 году, но потерял мотивацию и взял перерыв. Он вернулся, когда «Kappin Up» стала популярной на платформе TikTok в 2020 году благодаря музыкальному видео от WorldStarHipHop.
С новой мотивацией KA$HDAMI выпустил микстейпы #KashDontMiss и 16 в 2020 году. В январе 2021 года вышел его сингл «Reparations!». Уоллес подписал контракт с Republic Records в мае.
14 июля 2021 года на лейбле Republic был выпущен микстейп Epiphany с гостевыми участиями от BabySantana, YvngxChris, SSGKobe и других. 20 июля KA$HDAMI и рэпер BabySantana выпустили видео на свой трек «14», снятое Коулом Беннеттом. В сентябре Уоллес представил песню «Public», а в октябре «Intermission». Они стали синглами к его следующему микстейпу Hypernova, который был выпущен 12 ноября 2021 года с единственным гостевым участием от Trippie Redd.

## Дискография
Студийные альбомы
- Epiphany (2021)
- WORLD DAMINATION (2022)

Микстейпы
- The Humor Tape (2018)
- #KashDontMiss (2020)
- 16 (2020)
- HYPERNOVA. (2021)

Мини-альбомы
- 18 (2022)